# Ситник, Григорий Фёдорович
Григо́рий Фёдорович Си́тник (19 января [1 февраля] 1911, Погар — 14 октября 1996, Москва) — советский и российский астроном, доктор физико-математических наук, профессор МГУ. Участник Великой Отечественной войны. Член ВКП(б) с 1940 года.

## Биография
Г. Ф. Ситник родился 2 февраля (19 января) 1911 года в г. Погар Стародубского уезда Черниговской губернии.
Отец — слесарь-кустарь, умер в 1920 году от последствий отравления газами в Первую Мировую войну; мать — из казачьей семьи Полтораус, неграмотная. Тем не менее, именно по её настоянию Г. Ф. Ситник продолжил прерванное в связи со смертью кормильца семьи обучение. После окончания Погарской школы-девятилетки в 1929 году обучался на механико-математическом факультете МГУ, затем с 1934 года — в аспирантуре под руководством В. Г. Фесенкова.
После аспирантуры с 1937 года работал в ГАИШ, на мехмате и физфаке МГУ: доцент кафедры астрофизики (1939—1949), заместитель директора ГАИШ по науке (1940—1941), исполняющий обязанности заведующего кафедрой астрофизики механико-математического факультета МГУ, заведующий Кучинской астрофизической обсерваторией ГАИШ (1945—1996), заведующий отделом физики Солнца ГАИШ (1958—1986). Профессор с 1961 года.
В 1938 году защитил кандидатскую диссертацию «К вопросу о природе солнечных пятен».
В июле 1941 года Г. Ф. Ситник ушёл добровольцем в Московское народное ополчение. Стал военным комиссаром батареи 975-го артиллерийского полка 8-й Краснопресненской дивизии народного ополчения. 4 октября 1941 года он получил приказ возглавить колонну автомобилей артполка и отвести ее в тыл, где должна была собраться дивизия на новом рубеже обороны. Но основные силы дивизии попали в окружение, а колонна Ситника добралась до Москвы, и артиллеристы были зачислены в 17-ю стрелковую Москворецкую дивизию Народного ополчения, где Ситник был назначен военным комиссаром минометного батальона 1316-го стрелкового полка. Затем он был инструктором-агитатором политотдела дивизии, инспектором политотдела 38-го стрелкового корпуса.
Воевал на Западном, 2-м Белорусском и 1-м Белорусском фронтах. В сентябре 1945 года уволен в запас в звании майора.
В 1956 году защитил докторскую диссертацию «Абсолютная фотоэлектрическая фотометрия непрерывного спектра Солнца».
Г. Ф. Ситник умер 14 октября 1996 года в Москве. Похоронен на Николо-Архангельском кладбище.

## Научно-педагогическая и общественная деятельность
Основные работы — в области физики Солнца, абсолютных измерений радиации и атмосферной оптики. Г. Ф. Ситник третьим в мире и первым в СССР провёл абсолютную спектрофотометрию солнечного излучения. На этой базе для различных организаций были созданы вторичные эталоны распределения энергии по спектру — всего около 80 ленточных ламп, разработана методика расчёта инсоляции территорий городской застройки и помещений, а сформированные им таблицы были использованы при выработке санитарных градостроительных норм. Второй цикл работ — исследования атмосферных искажений наблюдаемого распределения энергии в спектре Солнца на основе изучения линий водяного пара по наблюдениям на равнине и в горах, а также сезонных изменений теллурических линий паров воды и кислорода. Впервые была установлена зависимость оптической толщи в направлении вертикала от зенитного расстояния. В итоге обозначены наиболее благоприятные условия прохождения лазерного излучения в атмосфере Земли и по проводившимся с 1960-х годов записям спектра Солнца оценён антропогенный рост обилия CO2 в земной атмосфере. Третье направление — разработка метода исследования линий поглощения и испускания посредством использования интенсивностей мультиплетных линий, с помощью которого был получен способ эмпирического определения эффективных глубин спектральных линий.
Под руководством Г. Ф. Ситника была восстановлена Кучинская обсерватория, заново создан солнечный телескоп с целостатом, разработаны технические задания для постройки солнечных телескопов АТБ-1 на Ленинских горах и в Нанкине (КНР) и оптическая схема для горизонтального солнечного телескопа Высокогорной экспедиции ГАИШ близ Алма-Аты.
В МГУ читал курсы общей и практической астрофизики и физики Солнца. В 1958—1959 годы — преподаватель-консультант в Нанкинском университете (КНР). Подготовил 15 кандидатов наук, среди которых 5 иностранцев. Библиография работ Г. Ф. Ситника насчитывает более 250 названий.
Член МАС (с 1947 года) и рабочей группы по калибровке абсолютных измерений при Международной метеорологической ассоциации.
Коммунист по убеждению, кандидат в партию с середины 1930-х годов, член ВКП(б) с 1940 года. В 1956 году был членом парткома МГУ, неоднократно избирался секретарём партбюро, председателем Месткома и председателем Совета ветеранов ГАИШ. Астрономический институт удалось уберечь от политических репрессий 1930-х годов во многом благодаря чёткой и принципиальной позиции занимавшего в 1936—1939 годы пост директора ГАИШ В. Г. Фесенкова и членов партячейки К. А. Куликова, Ю. Н. Липского и Г. Ф. Ситника.

## Награды и признание
- Медаль «За Отвагу» (1942)
- Орден Красной Звезды (1943)

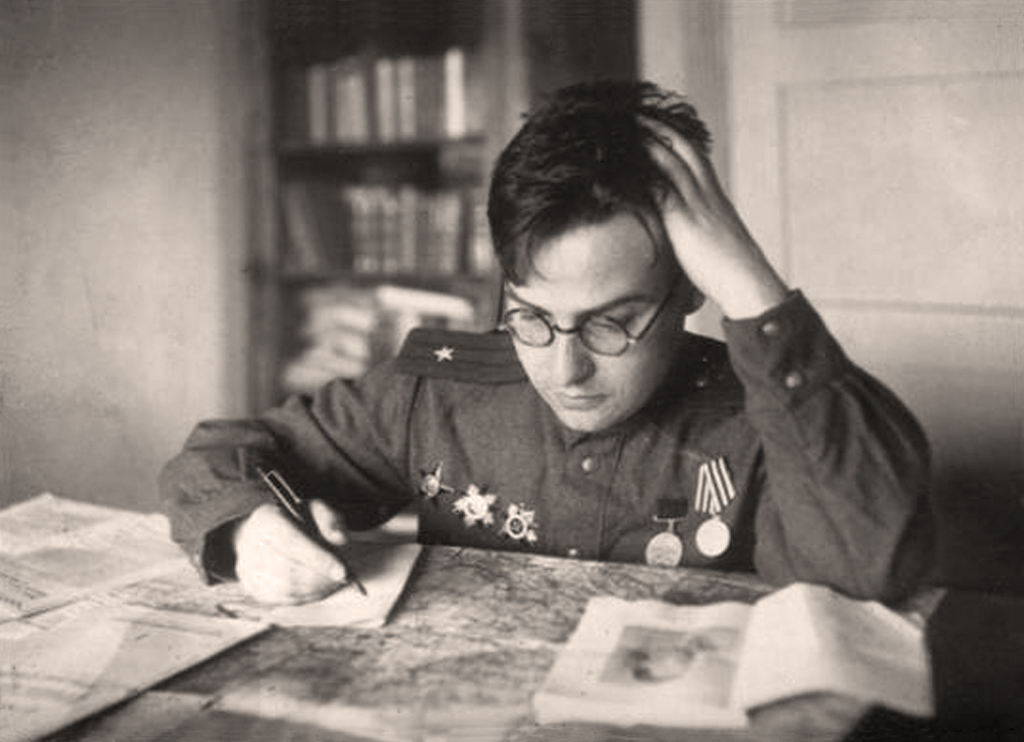
Г. Ф. Ситник, 1945 год

- Орден Отечественной войны I степени (1944)
- Два ордена Отечественной войны II степени (1944, 1985)
- Орден Красного Знамени (1945)
- Медаль «За освобождение Варшавы» (1945)
- Медаль «За взятие Берлина» (1945)
- Орден «Знак Почёта» (1954)
- Юбилейные и ветеранские медали СССР
- Две бронзовые медали ВДНХ (1993, 1995)
- Астероид (52231) Sitnik (первоначальное обозначение — 1978 RX1), открытый 5 сентября 1978 года сотрудником КрАО Н. С. Черных (2012)

## Некоторые публикации
- Ситник Г. Ф. Коэффициент прозрачности земной атмосферы и вопрос об учёте ореола при измерении яркости на диске Солнца // Астрономический журнал. — 1956. — Т. 33. — С. 101—113.
- Ситник Г. Ф. Исследование земной атмосферы по ореолам Солнца и Луны. — М.: Издательство МГУ, 1985. — 117 с.
- Ситник Г. Ф. Дорогами войны: Отрывки из фронтовых воспоминаний // Астрономия на крутых поворотах XX века. — Дубна: Феникс, 1997. — С. 114—122.
- Ситник Г. Ф., Ситник К. С. ГАИШ в Великой Отечественной войне // Астрономия на крутых поворотах XX века. — Дубна: Феникс, 1997. — С. 180—188.